# Susan Brantley
Susan L. Brantley (1958) é uma geóloga e geoquímica estadunidense. É professora de geociências da Universidade Estadual da Pensilvânia.

## Prêmios e condecorações
- Medalha Arthur L. Day da Sociedade Geológica dos Estados Unidos (2011)
- Medalha Wollaston da Sociedade Geológica de Londres (2016)[1]